# Tim Kincaid
Tim Kincaid (* 2. Juli 1944 in Santa Barbara, Kalifornien; Pseudonyme: Joe Gage und Mac Larson) ist ein US-amerikanischer Regisseur, Drehbuchautor und Filmproduzent, der in einigen seiner Produktionen auch als Pornodarsteller mitwirkte.

## Leben
Kincaid wurde in Santa Barbara, Kalifornien geboren und wuchs auf der Insel Santa Catalina Island auf. Nach seiner Schulzeit begann Kincaid in der Pornoindustrie zu arbeiten und schwule Filme als Regisseur zu drehen. In den späten 1970er Jahren verfilmte er unter dem Pseudonym Joe Gage die Pornofilmtrilogie The Kansas City (auch als The Working Man-Trilogie bekannt). Die einzelnen Filmtitel der Trilogie lauteten Kansas City Trucking Co., El Paso Wrecking Corp. und L.A. Tool & Die. Bemerkenswert ist an diesen Filmen, dass sie erstmals Sex zwischen maskulinen Männern darstellen, die als gleichberechtigte Partner miteinander interagieren und sich so von den damals in schwulen Pornofilmen verbreiteten stereotypen maskulin/femininer Rollenbildern löste.
Weitere schwule Pornofilme wie Closet Set und Heatstroke folgten in den frühen 1980er Jahren, ebenfalls unter dem Pseudonym Joe Gage. In dem Film Morning, Noon and Night trat er als Pornodarsteller auf und war in weiteren Filmen im Hintergrund als Darsteller zu sehen. Verschiedene Low-Budget-Pornofilme drehte er als Regisseur auch unter dem Pseudonym Mac Larson. Mitte der 1980er Jahre heiratete Kincaid die US-Amerikanerin Cynthia DePaula, mit der er zwei gemeinsame Söhne hat. Gemeinsam mit seiner Ehefrau produzierte Kincaid Filme wie Bad Girls Dormitory und Robot Holocaust. Ein Teil dieser Filme entstand in Zusammenarbeit mit dem Filmproduzenten Charles Band. Ende der 1990er Jahre ließ sich Kincaid von seiner Ehefrau scheiden.
Unter seinem Pseudonym Joe Gage drehte Kincaid danach den schwulen Pornofilm Tulsa County Line. In den folgenden Jahren schrieb und drehte Kincaid weitere Pornofilme für das US-amerikanische Unternehmen Titan Media, unter anderem Back to Barstow, Arcade on Route 9 und die Pornofilmserie Men's Room. 2008 trat Kincaid als Kommentator in einer Dokumentation Wrangler:Anatomy of an Icon über Jack Wrangler, einem der ersten schwulen Pornostars, auf.
2001 wurde Kincaid für seine Arbeiten als Regisseur und Drehbuchautor in die Hall of Fame der GayVN Awards aufgenommen. Im Oktober 2008 gründete er unter dem Namen Joe Gage zusammen mit Pornostar und Modedesigner Ray Dragon das Unternehmen D/G Mutual Media.

## Filmographie (Auswahl)
Nicht pornographische Filme unter dem Namen Tim Kincaid:
- Zurück aus dem Jenseits (She's Back, 1989)
- Sindbad – Herr der sieben Meere (Sinbad of the Seven Seas, 1989) (co-director w/Enzo G. Castellari)
- Mutant Hunt (1987)
- The Occultist (1987)
- New York 42nd Street (Riot on 42nd St., 1987)
- Killer-Alien (Breeders) (1986)
- Robot Holocaust (1986)
- Bad Girls' Dormitory (1986)

Pornofilme unter den Pseudonymen Joe Gage und Mac Larson:
- Kansas City Trucking Co. (1976)
- El Paso Wrecking Corp. (1978)
- L.A. Tool & Die (1979)
- Joe Gage's Closed Set (1980)
- Handsome (1980)
- 501 (1981)
- Heatstroke (1982)
- Oil Rig #99 (1978)
- Red Ball Express (1979)
- Tough Guys (1980)
- Cellblock #9 (1981)
- In the Name of Leather (1985)
- Tulsa County Line (2001)
- Tough Guys: Getting Off
- Truck Stop on I-95 (2004)*Joe Gage Sex Files Vol. 1 (2003)
- Joe Gage Sex Files Vol. 2 (2003)
- Joe Gage Sex Files Vol. 3: Kegger (2003)
- Joe Gage Sex Files Vol. 4: Blue Collar Beer Blast (2004)
- Closed Set: Titan Stage One
- Men's Room: Bakersfield Station
- Back to Barstow
- 110° in Tucson
- Alabama Takedown
- Cop Shack
- Crossing the Line: Cop Shack II
- Gale Force: Men's Room II (2005)
- Deep Water Beach Patrol (2006)
- Arcade on Route 9 (2006)
- Gunnery Sgt. McCool (2006)
- Lifeguard! The Men of Deep Water Beach (2006)
- Campus Pizza (2007)
- Barnstorm (2007)
- Road to Redneck Hollow (2007)
- Men's Room III: Ozark Mtn, Exit 8 (2008)
- Chainsaw (2008)
- Copperhead Canyon (2008)
- Home Invasion (2008)
- Closed Set: Oral Report (2008)
- Slow Heat in a Texas Town (2009)
- Dad Takes A Fishing Trip (2009)